# Julienne (Charente)
Pour les articles homonymes, voir Julienne.
Julienne est une commune française du Sud-Ouest de la France, située dans le département de la Charente (région Nouvelle-Aquitaine).
Ses habitants sont les Juliennois et les Juliennoises.

## Géographie

### Localisation et accès
Julienne est une commune située à l'ouest du département de la Charente, 5 km à l'ouest de Jarnac, où elle occupe le territoire légèrement accidenté qui sépare la vallée de la Charente de la plaine du Pays-Bas.
Le bourg de Julienne est aussi situé à 8 km à l'est de Cognac et 30 km à l'ouest d'Angoulême.
Julienne est située entre la D 15, route de Cognac à Rouillac qui passe à Nercillac et 2 km au nord-ouest, et 4 km au nord de la N 141, route d'Angoulême à Cognac et Saintes. La commune est traversée par la D 157 et la D 158, de moindre importance.

### Hameaux et lieux-dits
Les principaux hameaux sont : les Tuileries, à la limite de la commune de Saint-Brice ; la Touche, au sud de la commune et Bellejoie, sur la route de Jarnac.

### Communes limitrophes
| Nercillac   | Chassors       |        |
|             | Julienne       | Jarnac |
| Saint-Brice | Bourg-Charente |        |

### Géologie et relief
La commune occupe le calcaire en limite du Jurassique au nord et du Crétacé au sud.
Le Jurassique supérieur occupe la grande partie nord du territoire. Il s'agit du Purbeckien, déposé dans une ancienne lagune, et constitué de marnes, d'argiles et de gypse de la fin du Jurassique mordant sur la période du Crétacé inférieur, et composant la dépression du Pays Bas.
Le Crétacé supérieur occupe les hauteurs en limite sud-ouest de la commune (les Tuileries, chez Champion). Il s'agit du Cénomanien inférieur, composé de grès et sable pour la partie méridionale, et de marne lignitifère pour la partie occidentale.
Le sud-est de la commune est couvert d'alluvions du Quaternaire, avec une partie plus récente faisant partie de la vallée inondable de la Charente, due vraisemblablement à un ancien méandre. On trouve aussi une terrasse d'alluvions à l'extrême ouest de la commune, près de la route de Cognac à Rouillac,,.
Le relief est celui d'un dos de terrain incliné vers le sud, et bordé par la vallée de la Charente qui occupe la partie méridionale de la commune. Le terrain s'élève aussi au sud-ouest de la commune avec le plateau de Saint-Brice et atteint 40 m d'altitude, formant ainsi une dépression au centre de la commune d'une altitude de 14 m. Le point culminant est à une altitude de 51 m, situé en limite nord-est à l'est de Bellejoie. Le point le plus bas est à 8 m, situé au sud-est dans la prairie de Julienne. Le bourg est à environ 30 m d'altitude.

### Hydrographie

#### Réseau hydrographique

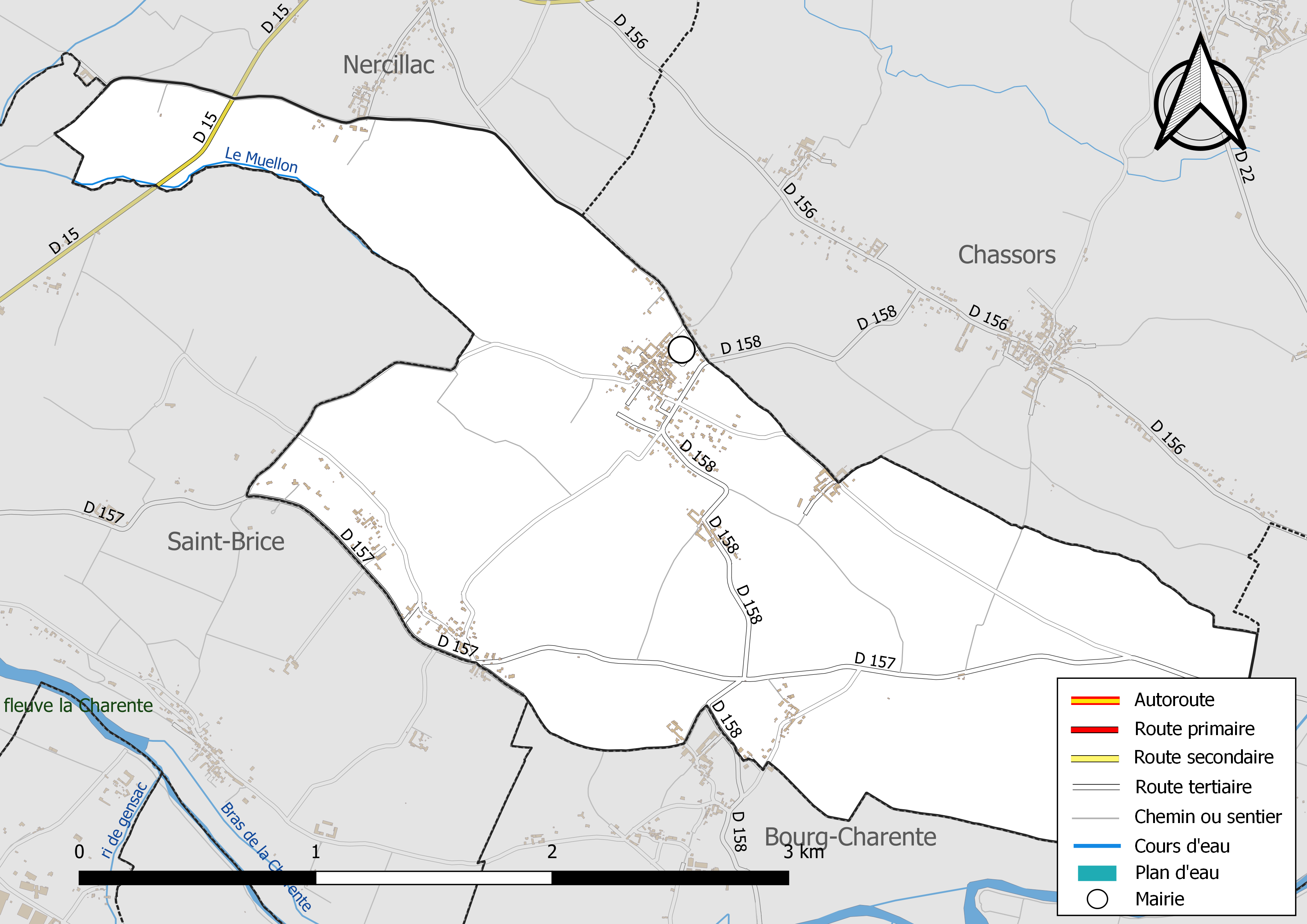
Réseaux hydrographique et routier de Julienne.

La commune est située dans le bassin versant de la Charente au sein  du Bassin Adour-Garonne. Elle est drainée par le Muellon, de,.
La Charente passe au sud. La dépression donne naissance à un petit ruisseau, le Muellon, qui passe en limite sud-ouest et coule vers l'ouest en direction de la Soloire.

#### Gestion des eaux
Le territoire communal est couvert par le schéma d'aménagement et de gestion des eaux (SAGE) « Charente ». Ce document de planification, dont le territoire correspond au bassin de la Charente, d'une superficie de 9 300 km2, a été approuvé le 19 novembre 2019. La structure porteuse de l'élaboration et de la mise en œuvre est l'établissement public territorial de bassin Charente. Il définit sur son territoire les objectifs généraux d’utilisation, de mise en valeur et de protection quantitative et qualitative des ressources en eau superficielle et souterraine, en respect des objectifs de qualité définis dans le troisième SDAGE  du Bassin Adour-Garonne qui couvre la période 2022-2027, approuvé le 10 mars 2022.

### Climat
Comme dans les trois quarts sud et ouest du département, le climat est océanique aquitain.

## Urbanisme

### Typologie
Au 1er janvier 2024, Julienne est catégorisée commune rurale à habitat dispersé, selon la nouvelle grille communale de densité à 7 niveaux définie par l'Insee en 2022.
Elle est située hors unité urbaine. Par ailleurs la commune fait partie de l'aire d'attraction de Cognac, dont elle est une commune de la couronne,. Cette aire, qui regroupe 44 communes, est catégorisée dans les aires de 50 000 à moins de 200 000 habitants,.

### Occupation des sols
L'occupation des sols de la commune, telle qu'elle ressort de la base de données européenne d’occupation biophysique des sols Corine Land Cover (CLC), est marquée par l'importance des territoires agricoles (81 % en 2018), en diminution par rapport à 1990 (85,9 %). La répartition détaillée en 2018 est la suivante : 
cultures permanentes (44 %), zones agricoles hétérogènes (37 %), forêts (15 %), zones urbanisées (4,1 %). L'évolution de l’occupation des sols de la commune et de ses infrastructures peut être observée sur les différentes représentations cartographiques du territoire : la carte de Cassini (XVIIIe siècle), la carte d'état-major (1820-1866) et les cartes ou photos aériennes de l'IGN pour la période actuelle (1950 à aujourd'hui).

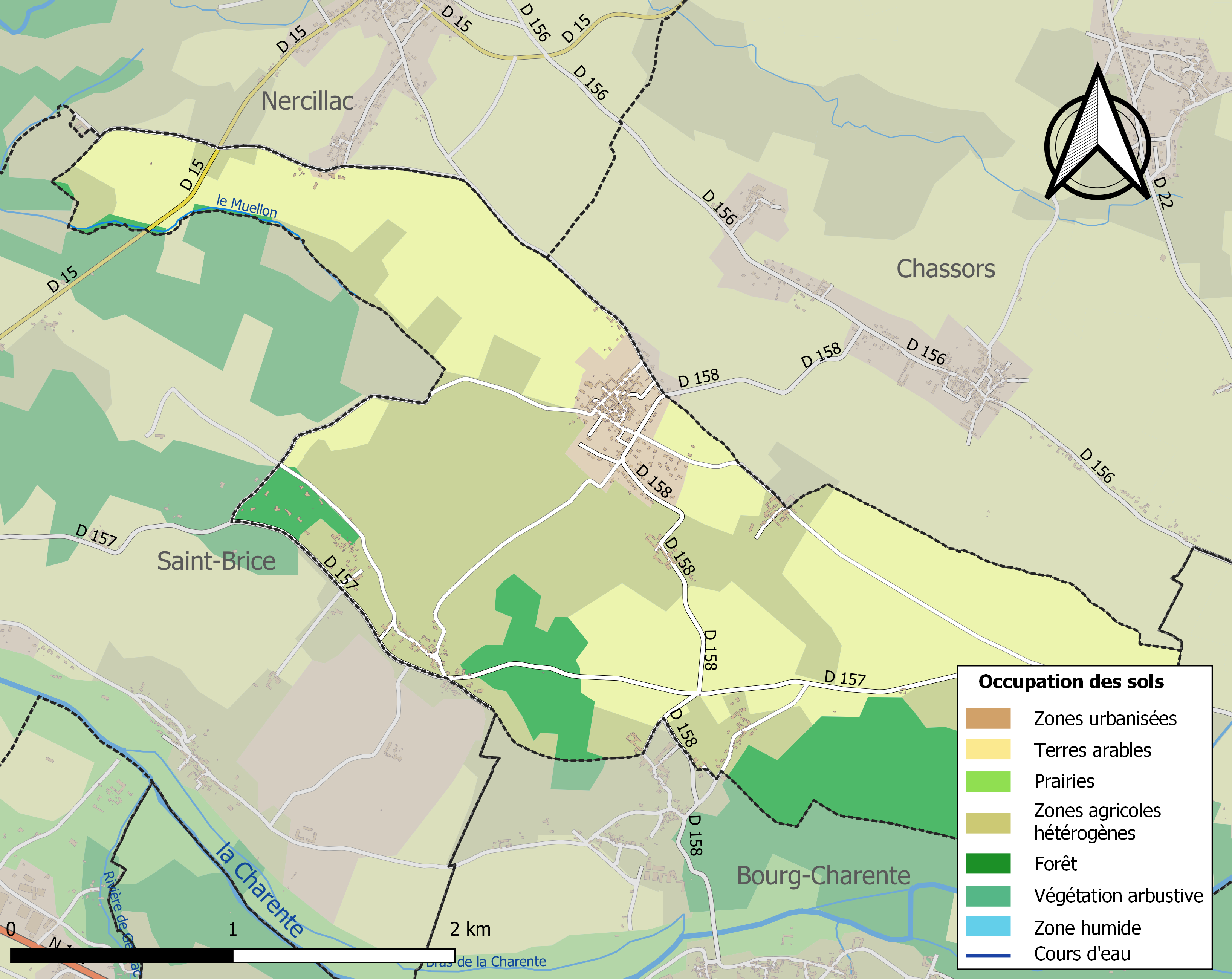
Carte des infrastructures et de l'occupation des sols de la commune en 2018 (CLC).

### Risques majeurs
Le territoire de la commune de Julienne est vulnérable à différents aléas naturels : météorologiques (tempête, orage, neige, grand froid, canicule ou sécheresse), inondations et séisme (sismicité modérée). Un site publié par le BRGM permet d'évaluer simplement et rapidement les risques d'un bien localisé soit par son adresse soit par le numéro de sa parcelle.
La commune fait partie du territoire à risques importants d'inondation (TRI) Saintes-Cognac-Angoulême, regroupant 46 communes concernées par un risque de débordement du fleuve Charente (34 en Charente et 12 en Charente-Maritime), un des 18 TRI qui ont été arrêtés fin 2012 sur le bassin Adour-Garonne. Les événements antérieurs à 2014 les plus significatifs sont les crues de l'hiver 1779, de 1842, de 1859, du 9 décembre 1882 du 19 février 1904, du 10 janvier 1961, de mars-avril 1962, du 24 décembre 1982 et du 8 janvier 1994. Des cartes des surfaces inondables ont été établies pour trois scénarios : fréquent (crue de temps de retour de 10 ans à 30 ans), moyen (temps de retour de 100 ans à 300 ans) et extrême (temps de retour de l'ordre de 1 000 ans, qui met en défaut tout système de protection). La commune a été reconnue en état de catastrophe naturelle au titre des dommages causés par les inondations et coulées de boue survenues en 1982, 1987, 1999 et 2021,.

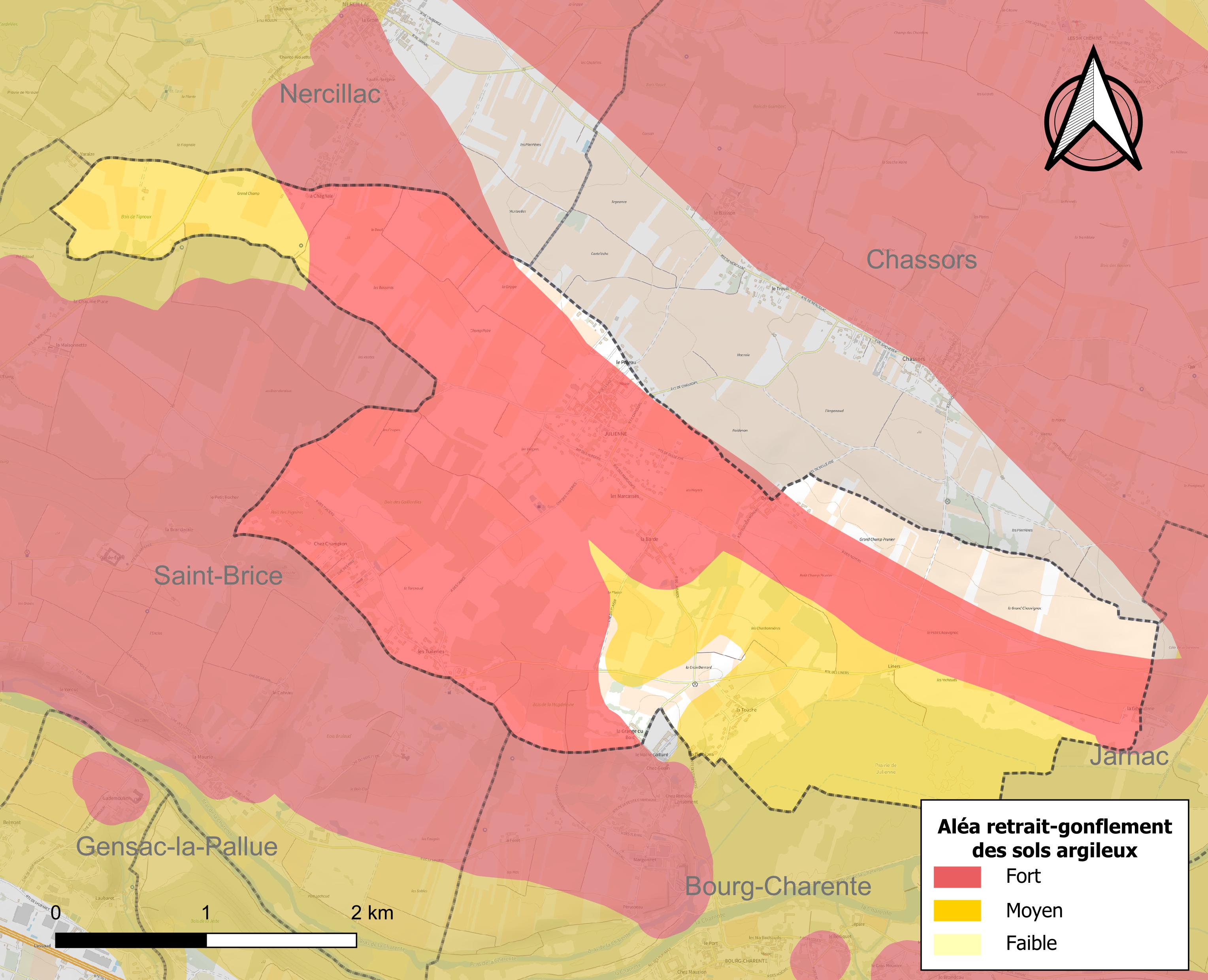
Carte des zones d'aléa retrait-gonflement des sols argileux de Julienne.

Le retrait-gonflement des sols argileux est susceptible d'engendrer des dommages importants aux bâtiments en cas d’alternance de périodes de sécheresse et de pluie. 90,4 % de la superficie communale est en aléa moyen ou fort (67,4 % au niveau départemental et 48,5 % au niveau national). Sur les 238 bâtiments dénombrés sur la commune en 2019, 229 sont en aléa moyen ou fort, soit 96 %, à comparer aux 81 % au niveau départemental et 54 % au niveau national. Une cartographie de l'exposition du territoire national au retrait gonflement des sols argileux est disponible sur le site du BRGM,.
Par ailleurs, afin de mieux appréhender le risque d’affaissement de terrain, l'inventaire national des cavités souterraines permet de localiser celles situées sur la commune.
Concernant les mouvements de terrains, la commune a été reconnue en état de catastrophe naturelle au titre des dommages causés par la sécheresse en 2003 et 2005 et par des mouvements de terrain en 1999.

## Toponymie
Aucune forme ancienne du nom de Julienne n'a été trouvée.
L'origine du nom de Julienne remonterait à un nom de personne latin Julianus au féminin, soit à Julius avec suffixe -ana, ce qui correspondrait à Juliana [villa], « domaine de Julius ou Julianus »,.

## Histoire
Plusieurs sites antiques ont été trouvés : à Liners (à l'est) et au Deuil (à l'ouest) des vestiges romains, à la Chapelle de Linières (Liners) une nécropole médiévale.
Julienne a été un des lieux des prêches du désert, quand les protestants étaient pourchassés après la révocation de l'édit de Nantes,.
Le 7 mars 1787 les représentants de Julienne à l'assemblée préliminaire des États généraux qui se tient à la salle capitulaire des Récollets de Cognac sont J. Tondut et P. François.
En 1793 Julienne est une enclave de Chassors et ne sera créée comme commune qu'en 1801.

## Administration
| Période                                  | Période  | Identité          | Étiquette | Qualité               |
| ---------------------------------------- | -------- | ----------------- | --------- | --------------------- |
| 2001                                     | 2008     | Claude Mannalin   | UMP       | Directeur de sociétés |
| 2008                                     | En cours | Jean-Marc Lacombe | SE        | Commercial            |
| Les données manquantes sont à compléter. |          |                   |           |                       |

### Fiscalité
La fiscalité en 2007 est d'un taux de 22,10 % sur le bâti, 47,11 % sur le non bâti, et 9,87 %  pour la taxe d'habitation.
La communauté de communes de Jarnac prélève la taxe professionnelle au taux 10,26 %.

## Démographie

### Évolution démographique
L'évolution du nombre d'habitants est connue à travers les recensements de la population effectués dans la commune depuis 1793. Pour les communes de moins de 10 000 habitants, une enquête de recensement portant sur toute la population est réalisée tous les cinq ans, les populations de référence des années intermédiaires étant quant à elles estimées par interpolation ou extrapolation. Pour la commune, le premier recensement exhaustif entrant dans le cadre du nouveau dispositif a été réalisé en 2008.

En 2022, la commune comptait 540 habitants, en évolution de +5,88 % par rapport à 2016 (Charente : −0,48 %, France hors Mayotte : +2,11 %).
| 1793 | 1800 | 1806 | 1821 | 1831 | 1841 | 1846 | 1851 | 1856 |
| ---- | ---- | ---- | ---- | ---- | ---- | ---- | ---- | ---- |
| 442  | 464  | 462  | 454  | 439  | 439  | 433  | 470  | 440  |

| 1861 | 1866 | 1872 | 1876 | 1881 | 1886 | 1891 | 1896 | 1901 |
| ---- | ---- | ---- | ---- | ---- | ---- | ---- | ---- | ---- |
| 453  | 413  | 435  | 407  | 382  | 353  | 340  | 344  | 318  |

| 1906 | 1911 | 1921 | 1926 | 1931 | 1936 | 1946 | 1954 | 1962 |
| ---- | ---- | ---- | ---- | ---- | ---- | ---- | ---- | ---- |
| 315  | 275  | 264  | 243  | 241  | 245  | 237  | 245  | 257  |

| 1968 | 1975 | 1982 | 1990 | 1999 | 2006 | 2008 | 2013 | 2018 |
| ---- | ---- | ---- | ---- | ---- | ---- | ---- | ---- | ---- |
| 280  | 307  | 296  | 381  | 395  | 428  | 437  | 500  | 505  |

| 2022 | - | - | - | - | - | - | - | - |
| ---- | - | - | - | - | - | - | - | - |
| 540  | - | - | - | - | - | - | - | - |

### Pyramide des âges
La population de la commune est relativement jeune.
En 2018, le taux de personnes d'un âge inférieur à 30 ans s'élève à 32,1 %, soit au-dessus de la moyenne départementale (30,2 %). À l'inverse, le taux de personnes d'âge supérieur à 60 ans est de 24,9 % la même année, alors qu'il est de 32,3 % au niveau départemental.
En 2018, la commune comptait 240 hommes pour 265 femmes, soit un taux de 52,48 % de femmes, légèrement supérieur au taux départemental (51,59 %).
Les pyramides des âges de la commune et du département s'établissent comme suit.
| Hommes | Classe d’âge | Femmes |
| ------ | ------------ | ------ |
| 0,8    | 90 ou +      | 1,5    |
| 7,1    | 75-89 ans    | 6,4    |
| 17,9   | 60-74 ans    | 16,2   |
| 19,6   | 45-59 ans    | 20,4   |
| 22,1   | 30-44 ans    | 23,8   |
| 12,1   | 15-29 ans    | 11,7   |
| 20,4   | 0-14 ans     | 20,0   |

| Hommes | Classe d’âge | Femmes |
| ------ | ------------ | ------ |
| 1      | 90 ou +      | 2,7    |
| 9,2    | 75-89 ans    | 12     |
| 20,6   | 60-74 ans    | 21,3   |
| 20,7   | 45-59 ans    | 20,3   |
| 16,8   | 30-44 ans    | 16     |
| 15,6   | 15-29 ans    | 13,4   |
| 16,1   | 0-14 ans     | 14,3   |

### Remarques

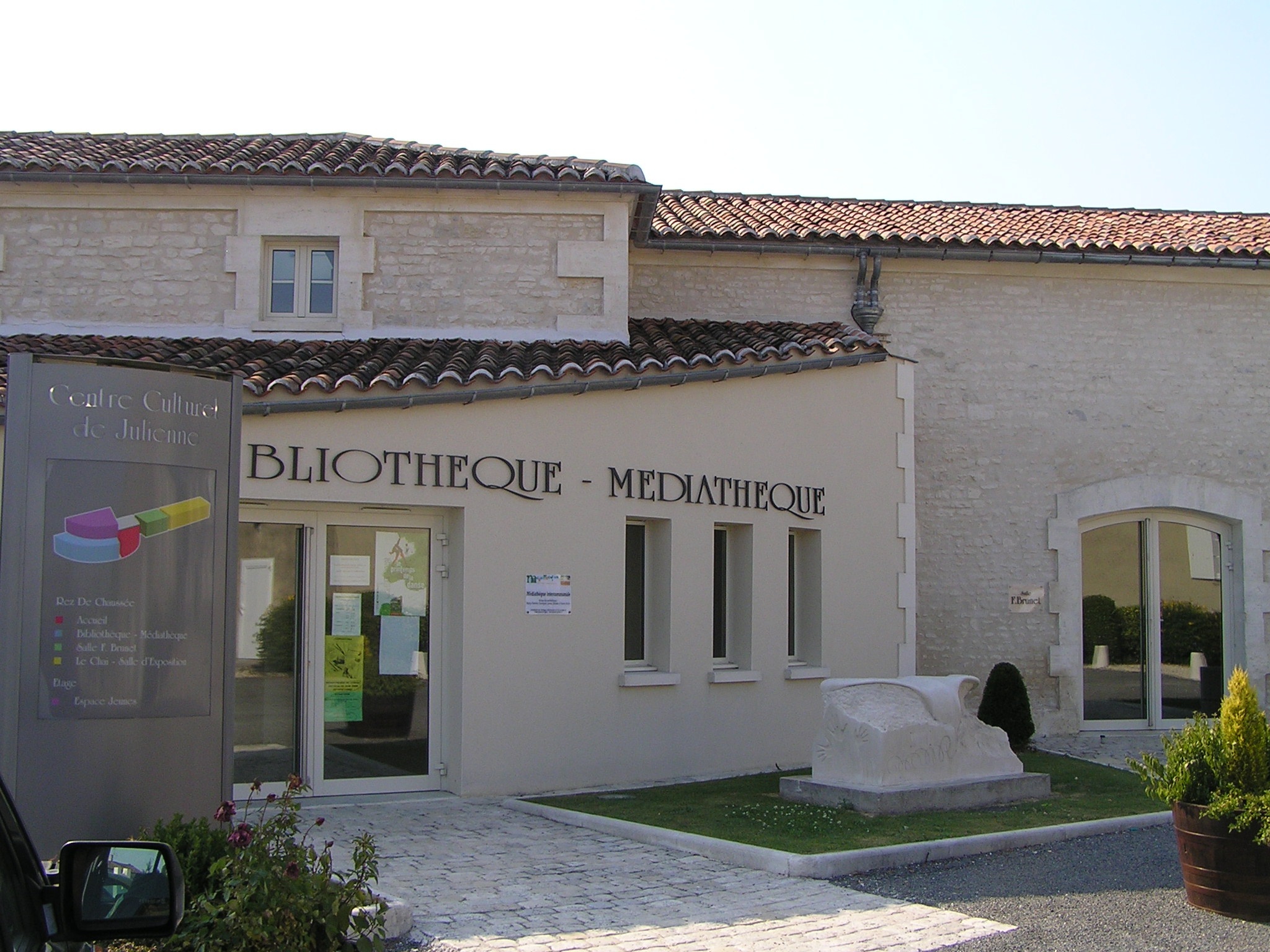
Le Centre culturel.

Julienne a entamé depuis 50 ans une lente remontée démographique ; elle a actuellement dépassé sa population de la première moitié du XIXe siècle qui avait diminué de 30 % durant la crise du phylloxéra, diminution qui s'était poursuivie durant toute la première moitié du XXe siècle.

## Économie

### Agriculture
La viticulture occupe une partie importante de l'activité agricole. La commune est classée dans les Fins Bois, dans la zone d'appellation d'origine contrôlée du cognac.

## Équipements, services et vie locale

### Enseignement
L'école est un RPI entre Saint-Brice et Julienne. Julienne accueille l'école élémentaire et Saint-Brice l'école primaire. L'école de Julienne n'a qu'une classe. Le secteur du collège est Jarnac.

## Culture locale et patrimoine

### Lieux et monuments
Cette commune, formée en 1790, ne possède ni église, ni cimetière ; la paroisse est rattachée à l'église de Chassors.
Il reste des tombes isolées et un cimetière protestant utilisé à partir de 1790 alors que les catholiques étaient enterrés à Chassors,.

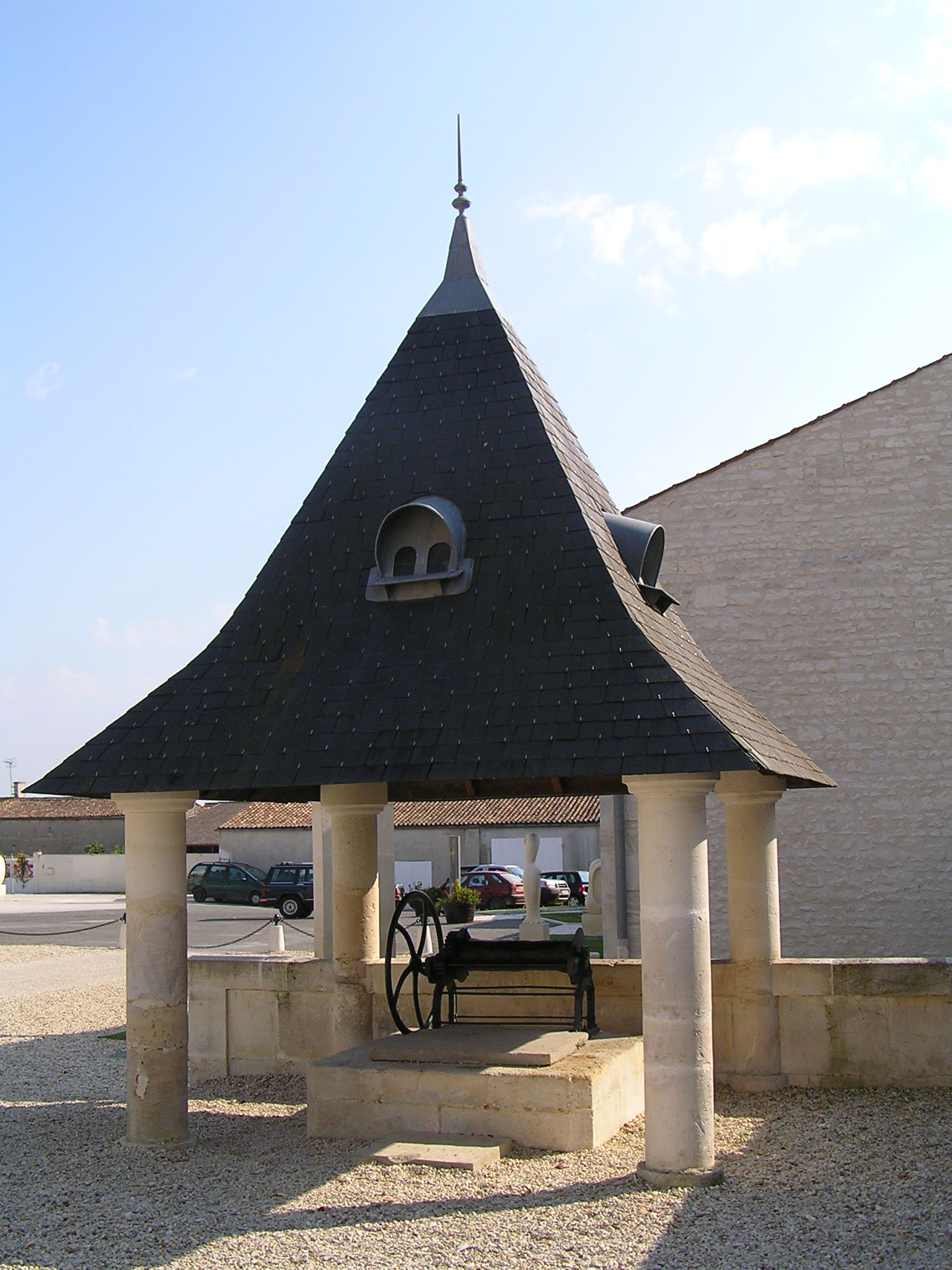
Puits.
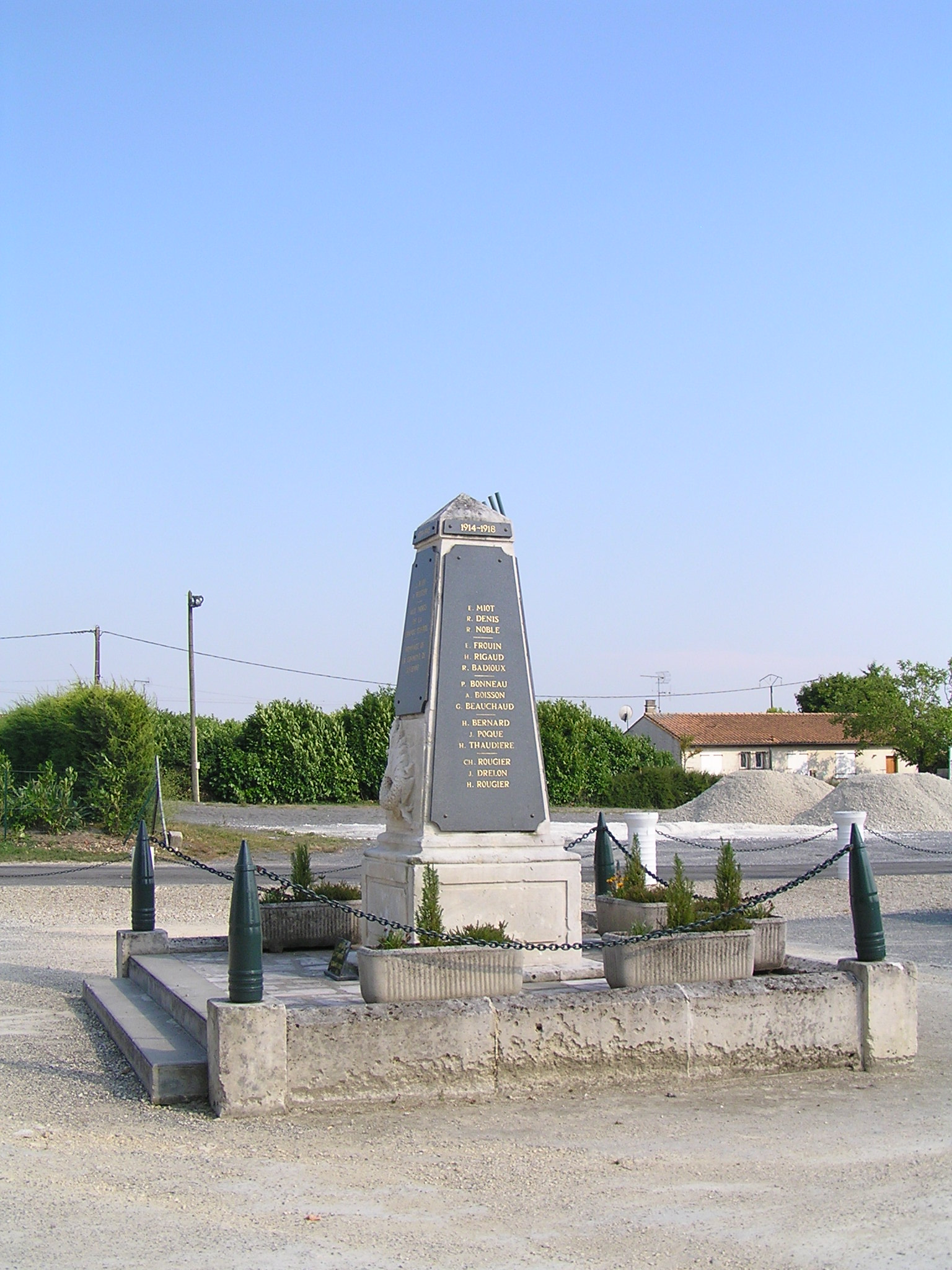
Monument aux morts.

### Héraldique
| Blason de Julienne | Blason  | D'azur au puits à la margelle rectangulaire d'argent, au rouet et au treuil de sable, la margelle sommée de deux colonnes d'argent supportant un toit pyramidal de sable. |
| Blason de Julienne | Détails | Le statut officiel du blason reste à déterminer. |